# The Beloved Adventurer

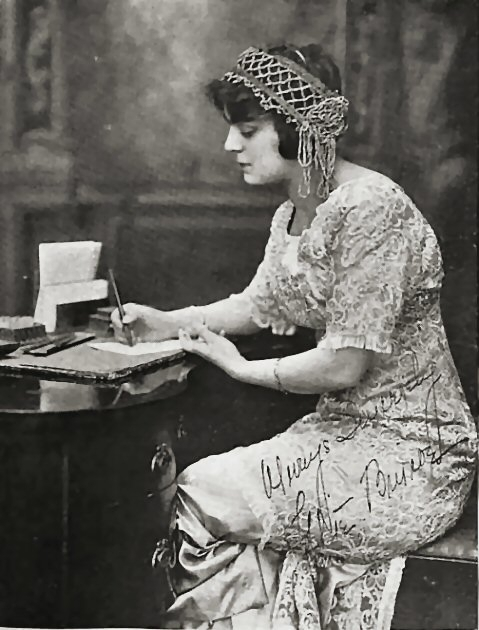
Lottie Briscoe em uma cena do seriado.

The Beloved Adventurer, ou The Belovéd Adventurer, é um seriado estadunidense de 1914, no gênero aventura, dirigido e estrelado por Arthur V. Johnson e estrelado pelo próprio Johnson e por Lottie Briscoe, atriz proveniente do teatro, que iniciara sua carreira em criança.
Primeiro seriado produzido pela Lubin Manufacturing Company, tinha 15 capítulos e veiculou nos cinemas entre 14 de setembro e 21 de dezembro de 1914. Atualmente é considerado perdido, pois apenas alguns fragmentos sobreviveram na Library of Congress.

## Elenco
- Arthur V. Johnson ... Lord Cecil
- Lottie Briscoe ... Betty
- Florence Hackett
- Howard M. Mitchell
- Ruth Bryan
- J. Robinson Hall
- Jeanette Hackett
- Ed McLaughlin
- Josephine Longworth
- D.B. Bentley
- Robert La Monte ... Jimmy Hall
- Earl Metcalfe

## Capítulos
1. Lord Cecil Intervenes
2. An Untarnished Shield
3. An Affair of Honor
4. An American Heiress
5. The Girl from the West
6. The Golden Hope
7. The Holdup
8. A Partner to Providence
9. Lord Cecil Plays a Part
10. Lord Cecil Keeps His Word
11. The Serpent Comes to Eden
12. Fate's Tangled Threads
13. Through Desperate Hazards
14. A Perilous Passage
15. In Port o' Dreams